# Пустое (озеро, Архангельская область)
Пустое — озеро на территории Онежского района Архангельской области.

## Общие сведения
Площадь озера — 5,2 км², площадь водосборного бассейна — 55,2 км². Располагается на высоте 186,5 метров над уровнем моря.
Форма озера продолговатая: вытянуто с севера на юг. Берега изрезанные, преимущественно заболоченные.
Через озеро протекает река Чоба, которая втекает в реку Нюхчу, впадающую в Онежскую губу Белого моря (Поморский берег).
В озере расположены шесть безымянных островов различной площади.
Код объекта в государственном водном реестре — 02020001411102000009186.